# KDE Plasma 4
KDE Plasma 4 — четвертое поколение среды рабочего стола KDE. Он состоит из трех рабочих областей, каждая из которых ориентирована на определенную платформу: «Plasma Desktop» для традиционных настольных ПК и ноутбуков, «Plasma Netbook» для нетбуков, и «Plasma Active» для планшетных компьютеров и похожих устройств.
KDE Plasma 4 был выпущен как часть KDE Software Compilation 4 и заменил Kicker, KDesktop, и SuperKaramba, который формировал рабочий стол в более ранних выпусках KDE. Они связаны в качестве среды рабочего стола по умолчанию с свободными операционными системами, таких как Chakra, Kubuntu, Mageia (DVD издание), openSUSE, или TrueOS.
С выпуском KDE SC 4.11, 14 августа 2013 года KDE Plasma 4 была заморожена и перешла в долгосрочный стабильный пакет до августа 2015 года. 15 июля 2014 года был выпущен преемник KDE Plasma 4 — KDE Plasma 5.